# 보성초등학교 (충남)
보성초등학교는 대한민국 충청남도 예산군에 있는 공립 초등학교이다.

## 학교 연혁
- 1971. 03. 01 안치국민학교 목리 분실 설립 인가
- 1973. 03. 01 보성국민학교 인가
- 1982. 02. 03 보성국민학교 병설유치원 설립 인가
- 1985. 12. 31 새학교 경영 우수 학교 표창
- 1986. 12. 26 새마을 우수학교 표창
- 1996. 03. 01 보성초등학교로 개명
- 2001. 12. 20 교육계획추진실적 우수교 교육감 표창
- 2003. 12. 30 교육실적 우수학교 교육장 표창
- 2009. 03. 01 4학급 편성(유치원 1학급)
- 2012. 12. 27 국가수준학업성취도 평가 결과 우수 교육감 표창
- 2015. 02. 13 제42회 졸업식(총 1,312명)
- 2015. 03. 01 6학급 편성(유치원 1학급)
- 2018. 03. 01 내포신도시로 이전 개교
- 2018. 12. 31. 대한민국 우수시설학교 대상 수상

## 참고 자료
- 보성초등학교 - 한국교육학술정보원 학교알리미